# Amifenazolo

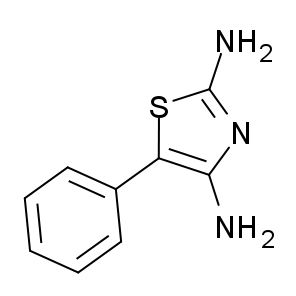
Formula di struttura dell'amifenazolo

L'amifenazolo è una sostanza con proprietà di stimolante respiratorio, tradizionalmente utilizzato come antidoto in caso di sovradosaggio di barbiturici o oppioidi, sovente in combinazione con bemegride, oppure nei casi di avvelenamento da altri sedativi o per il trattamento di scompensi respiratori dovuti ad altre cause.
È ritenuto particolarmente utile per la sua azione di contrasto sulla sedazione e sulla depressione respiratoria indotte dalla morfina, sebbene con un effetto minore sull'analgesia.
È usato raramente in alcuni paesi e sostituito largamente da stimolanti respiratori più efficaci come il doxapram e da specifici antagonisti degli oppioidi come il naloxone.
L'amifenazolo è inserito nella lista delle sostanze ad effetto dopante.